# Ismaël Bouzid
Ismaël Mickael Bouzid (Nancy, Francia, 21 de julio de 1983), futbolista argelino, de origen francés. Juega de defensa y su actual equipo es el Heart of Midlothian FC de la Premier League de Escocia.

## Selección nacional
Ha sido internacional con la Selección de fútbol de Argelia, ha jugado 7 partidos internacionales.

## Clubes
| Club                   | País     | Año       |
| ---------------------- | -------- | --------- |
| FC Metz                | Francia  | 2002-2004 |
| Unión Berlin           | Alemania | 2004-2005 |
| MC Alger               | Argelia  | 2005-2006 |
| FC Kaiserlautern       | Alemania | 2006-2007 |
| Galatasaray SK         | Turquía  | 2007-2008 |
| Troyes AC              | Francia  | 2008-2009 |
| Ankaragücü             | Turquía  | 2009      |
| Heart of Midlothian FC | Escocia  | 2009-     |

## Palmarés

### Campeonatos nacionales
| Título               | Club           | País    | Año  |
| -------------------- | -------------- | ------- | ---- |
| Copa de Argelia      | MC Alger       | Argelia | 2006 |
| Superliga de Turquía | Galatasaray SK | Turquía | 2008 |